# Eurovision: Europe Shine A Light
██ Ne bi sudjelovali na natjecanju 2020. ali će emitirati emisiju
██ Sudjelovale bi u natjecanju 2020.
██ Zemlje koje su se natjecale u prošlosti, ali neće 2020.
Eurovision: Europe Shine A Light bio je televizijski program uživo koji je organizirala Europska radiodifuzijska unija koji je producirala nizozemske članice organizacije AVROTROS, NOS i NPO. Ovaj televizjski program zamijenio je Eurosong 2020. koji se trebao održati u Rotterdamu no otkazan je zbog Pandemije koronavirusa 2019./20.
Emisija bio je uživo iz grada Hilversuma, Nizozemska, 16. svibnja 2020., a trajao je otprilike dva sata.
Ovo je četvrti put da EBU organizira posebnu emisiju u Eurovizijskom formatu, nakon emisija za 25., 50. i 60. godišnjicu.

## Format
Tijekom emisije, svih 41 pjesama koje su odabrane za sudjelovanje na Pjesmi Eurovizije 2020. sudjelovao je u ne natjecateljskom formatu. Sudionici iz prošlosti je također bio pozvani na sudjelovanje. Umjetnici su zajedno izvjestili "Love Shine a Light" iz svojih matičnih zemalja. Bio je prikazan i isječci eurovizijskih fanova koji pjevaju uz "What's Another Year" Johnnyja Logana, koji je pobijedio na Pjesmi Eurovizije 1980. u Haagu

### Lokacija održavanja
Za više informacija o gradu domaćinu, pogledajte Hilversum.
1. travnja 2020. grad Hilversum odabran je kao lokacija održavanja emisije, a Studio 21 u Medijskom Parku Hilversum odabran je kao studio u kojem je snimao emisija. Ovo je drugi put kako je Hilversum bio domaćin nekog događanja kojeg održava EBU, prethodno je tamo održana Pjesma Eurovizije 1958.

### Voditelji
Kroz emisiju vodio je nesuđeni voditelji Eurosonga 2020. Chantal Janzen, Edsilia Rombley i Jan Smit, dok je za online' sadržaj bio zadužena nizozemska youtuberica NikkieTutorials.

### Znamenitosti
Njemačka televizijska kuća NDR izvjestila je da će nekolicina znamenitosti u Europi biti osvijetljeni u sklopu segmenta emisije pod nazivom Europe Shine a Landmark. Sljedeće znamenitosti bio je osvijetljene:
- Litva - Litavsko nacionalno kazalište opere i baleta u Vilniusu[7]

## Prijenos emisije i komentatori
Emisija je počela u subotu 16. svibnja u 21 sat a sljedeće države su prenosile emisiju uživo:
| Država                                                   | TV kuća                  | Program(i)               | Komentator(i)                    |
| -------------------------------------------------------- | ------------------------ | ------------------------ | -------------------------------- |
| Albanija                                                 | RTSH                     | RTSH 1 HD                |                                  |
| Armenija                                                 | AMPTV (1TV)              | AMPTV (1TV)              |                                  |
| Australija                                               | SBS                      | SBS                      |                                  |
| Austrija                                                 | ORF                      | ORF 1                    |                                  |
| Azerbajdžan                                              | İctimai Television (İTV) | İctimai Television (İTV) |                                  |
| Bjelorusija                                              | BTRC                     | BELARUS 1                | Evgeny Perlin                    |
| Belgija                                                  | RTBF                     | La Une                   | Maureen Louys, Jean-Louis Lahaye |
| Belgija                                                  | VRT                      | Eén                      | Peter Van de Veire               |
| Bugarska                                                 | BNT                      | BNT 1                    | TBA                              |
| Cipar                                                    | CyBc                     |                          |                                  |
| Češka                                                    | ČT                       | ČT art                   |                                  |
| Danska                                                   | DR                       | DR 1                     |                                  |
| Estonija                                                 | ERR                      | ETV                      |                                  |
| Finska                                                   | Yle                      | YlE TV2, Yle Areena      |                                  |
| Francuska                                                | France Télévisions       | France 2                 | Stéphane Bern                    |
| Grčka                                                    | ERT                      | ERT 2                    |                                  |
| Gruzija                                                  | GPB                      |                          |                                  |
| Hrvatska                                                 | HRT                      | HTV 1                    |                                  |
| Island                                                   | RÚV                      |                          |                                  |
| Irska                                                    | RTÉ                      | RTÉ 1                    |                                  |
| Italija                                                  | RAI                      | Rai 1                    | Flavio Insinna i Federico Russo  |
| Italija                                                  | RAI                      | Rai Radio 2              | Gino Castaldo, Ema Stokholma     |
| Izrael                                                   | IPBC                     | Kan 11                   |                                  |
| Latvija                                                  | LTV                      |                          |                                  |
| Litva                                                    | LRT                      |                          |                                  |
| Malta                                                    | PBS                      |                          |                                  |
| Moldavija                                                | TRM                      |                          |                                  |
| Nizozemska                                               | AVROTROS                 | NPO 1                    | Cornlad Maas                     |
| Norveška                                                 | NRK                      |                          |                                  |
| Njemačka                                                 | ARD/NDR                  | Das Erste                | Peter Urban i Michael Schulte    |
| Poljska                                                  | TVP                      | TVP1                     | Artur Orzech                     |
| Portugal                                                 | RTP                      | RTP 1, RTPi              |                                  |
| Rumunjska                                                | TVR                      |                          |                                  |
| Rusija                                                   | C1R                      | Channel One              |                                  |
| San Marino                                               | SMRTV                    | San Marino RTV           |                                  |
| Sjeverna Makedonija                                      | MRT                      |                          |                                  |
| Slovenija                                                | RTVSLO                   |                          |                                  |
| Srbija                                                   | RTS                      | RTS 1                    |                                  |
| Španjolska                                               | RTVE                     | La 1                     |                                  |
| Švedska                                                  | SVT                      | SVT 1, SVT Play          |                                  |
| Švicarska                                                | SRG SSR                  | RSI La 2                 | talijanski:                      |
| Švicarska                                                | SRG SSR                  | RTS 1                    | francuski:                       |
| Švicarska                                                | SRG SSR                  | SRF 1                    | njemački: Sven Epiney            |
| Ukrajina                                                 | UA:PBC                   | UA:First                 |                                  |
| Ukrajina                                                 | UA:PBC                   | UA:Radio Promin          |                                  |
| Ujedinjeno Kraljevstvo                                   | BBC                      | BBC iPlayer              |                                  |
| Države koje ne bi sudjelovale na Pjesmi Eurovizije 2020. |                          |                          |                                  |
| Bosna i Hercegovina                                      | BHRT                     |                          |                                  |
| Crna Gora                                                | RTCG                     |                          |                                  |
| Kazahstan                                                | Khabar Agency            | Khabar TV                |                                  |
| Kosovo                                                   | RTK                      |                          |                                  |